# WiBro

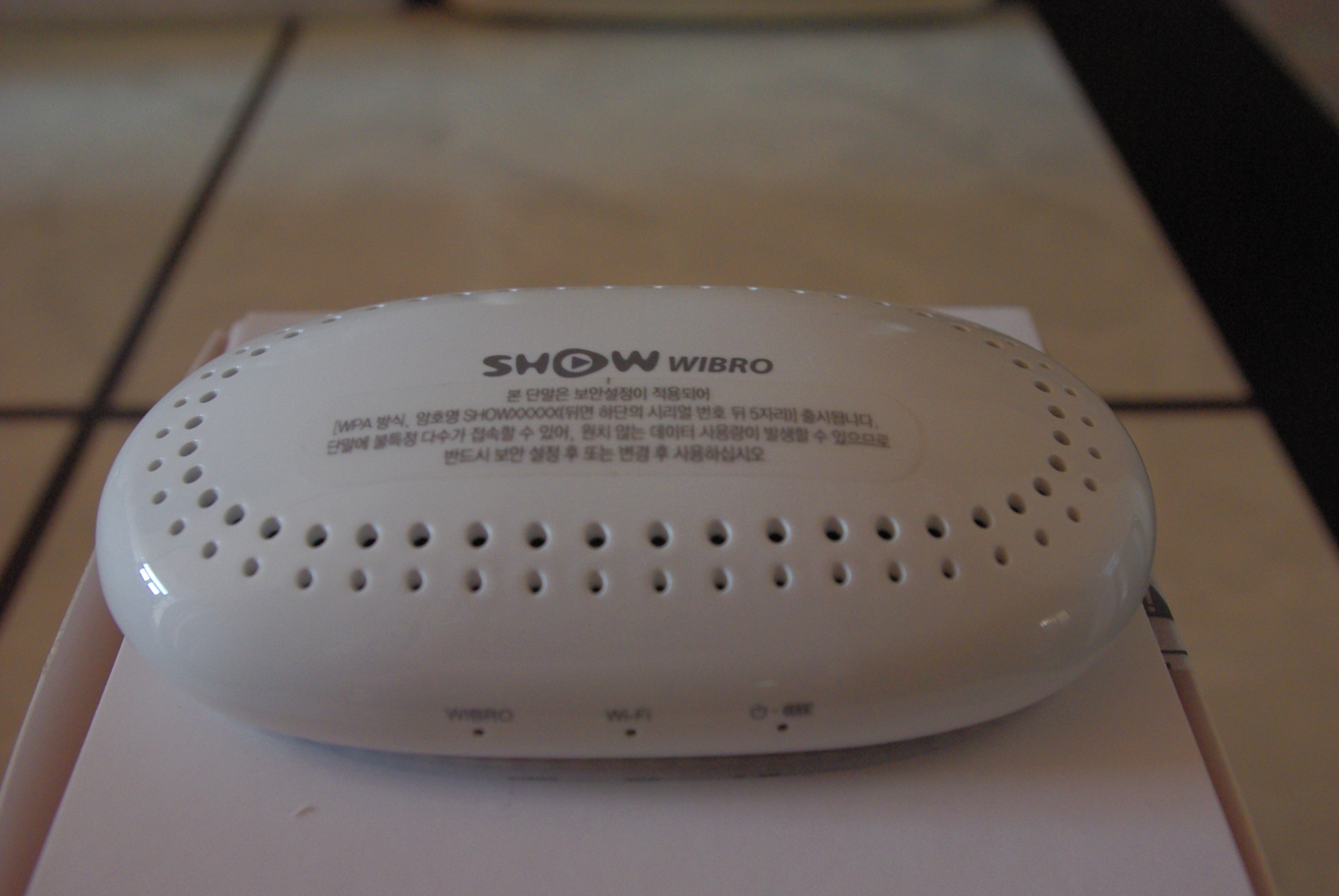
Wibro Egg vendu par KT, produit par Interbro (2009).

WiBro (Wireless Broadband, en coréen : 와이브로) est une technique internet sans fil haut débit qui a été développée par l'industrie des télécommunications sud-coréenne. En février 2002, le gouvernement coréen a alloué 100 MHz de spectre électromagnétique dans la bande des 2,3 GHz et fin 2004, WiBro Phase 1 a été normalisé par la TTA (Telecommunications Technology Association) coréenne.
Les antennes WiBro offrent un débit de 30 à 50 Mbit/s et couvrent un rayon de 1 à 5 kilomètres. Le WiBro est destiné à l'internet mobile et à la boucle locale radio. À l'essai pendant le sommet APEC à Pusan fin 2005 ; la portée et le débit mesurés étaient légèrement inférieurs aux performances annoncées. Il semblait cependant plus performant que le WiMAX, mais sa « propriété industrielle coréenne » et sa position sur le spectre électromagnétique (cette bande de fréquence pouvant déjà être utilisée en dehors de Corée) l'ont empêché de devenir une norme internationale au même titre que le Wi-Fi, par exemple.
De plus, alors que la technique WiBro est très restrictive du point de vue l'utilisation du spectre électromagnétique, le WiMAX laisse beaucoup plus de liberté aux constructeurs tout en permettant l'interopérabilité avec d'autres solutions (comme le Wi-Fi) qui sont présentes sur des bandes de fréquences proches.
En octobre 2008, Apple a semblé apporter son soutien au WiBro, en ayant signé un partenariat avec KT Corp un grand fournisseur d'accès internet et opérateur de réseau mobile coréen, mais il ne commercialise plus de MacBooks ou de smartphones compatibles WiBro ou WiMax depuis l'iPhone 5 (2012).
Les réseaux Wibro coréens ont été arrêtés et décommissionnés fin 2018.